# 雙點褶腹喉盤魚
雙點褶腹喉盤魚（學名：Diplecogaster bimaculata）為輻鰭魚綱喉盤魚目喉盤魚科的其中一種，分布於東大西洋區，從挪威至西地中海海域，棲息深度0至20公尺，本魚體延長，前部平扁，後部側扁，頭部相對較小 ，大致呈三角形，眼大，吻短，末端是大而肉質的唇，鰓孔很小，體不被鱗，覆有粘液層，腹鰭喉位，與周圍的皮褶特化成一吸盤，體色多變，通常為紅色，腹部下方佈滿藍色、紫色、棕色和黃色的斑點，腹面呈淡黃色，具有性別二態性，雄魚胸鰭後方有一圈黃色的紫色斑點，背鰭和臀鰭位於尾部後方附近，均與尾鰭分開 ，尾鰭位於長尾柄的末端，背鰭軟條4-7枚，臀鰭軟條4-7枚，體長可達6公分，屬底棲性魚類，棲息在岩石底部或雙殼貝中，繁殖期6-7月，親魚會守護魚卵，幼魚為浮游性，以小型甲殼類為食。

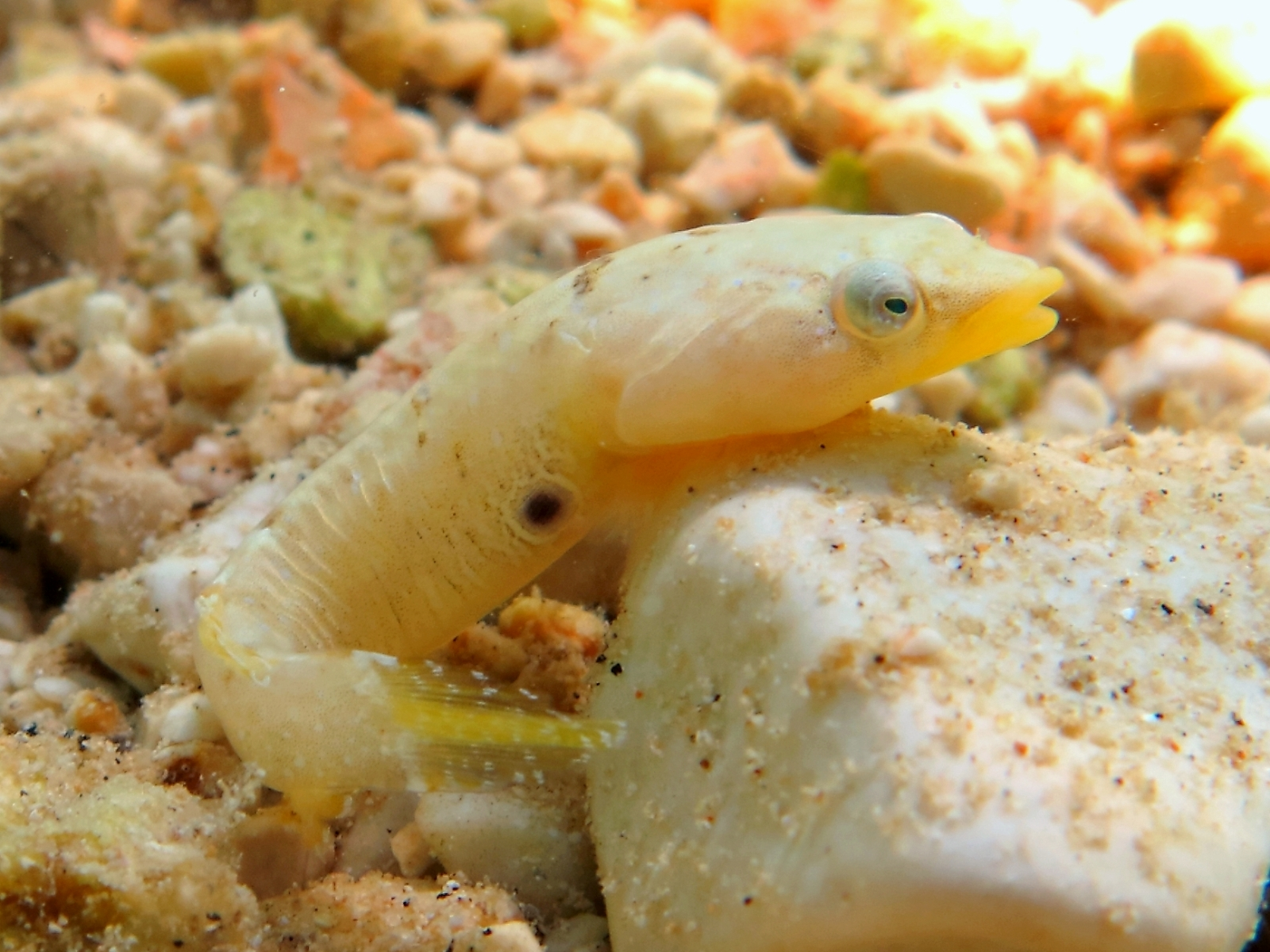
在克羅埃西亞拍攝的雄性雙點褶腹喉盤魚

## 擴展閱讀
維基物種上的相關：雙點褶腹喉盤魚